# Devarodes coliadata
Devarodes coliadata är en fjärilsart som beskrevs av W. Warren 1904. Devarodes coliadata ingår i släktet Devarodes och familjen mätare. Inga underarter finns listade i Catalogue of Life.